# 松下亘
松下 亘（まつした わたる、1926年〈大正15年〉3月24日 - 1999年〈平成11年〉7月12日）は、日本の考古学者。
名取武光の指導を受けてフゴッペ洞窟の発掘に携わったほか、峠下遺跡、知床岬遺跡、網走湖底遺跡、美々貝塚などの調査を行った。
また、北海道に残る陶磁器や、煉瓦の研究にも力を注いだ。

## 経歴
1926年（大正15年）3月24日、北海道小樽市石山町に生まれる。
1944年（昭和19年）4月、秋田鉱山専門学校に入学。
1947年（昭和22年）5月、札幌商工局に勤務。
1949年（昭和24年）5月、札幌通商産業局小樽通商事務所に勤務。
1952年（昭和27年）3月、北海道開発局局長官房開発調査課に勤務。
1963年（昭和38年）10月、北海道考古学会の設立に携わる。
1970年（昭和45年）7月に北海道開発局を辞職し、8月に北海道開拓記念館開設準備事務所特別学芸員として勤務。翌1971年（昭和46年）4月からは、オープンした記念館の特別学芸員となる。
1973年（昭和48年）8月、江別市文化財保護委員となる。
1981年（昭和56年）4月、北海道開拓記念館を定年退職。
1983年（昭和58年）1月に財団法人北海道開拓の村事業課長として勤務するが、7月に辞職する。
1987年（昭和62年）10月、北海道教育委員会社会教育部社会教育課の非常勤学芸員となり、北海道立北方民族博物館の開設に携わる。
1993年（平成5年）6月、江別市セラミックアートセンターの開設準備に携わる。
1999年（平成11年）7月12日午後7時32分、骨髄異形成症候群の入院療養中に、心不全により74歳で死去。